# Киккенборг, Мадс
Мадс Юль Киккенборг (дат. Mads Juhl Kikkenborg; род. 7 октября 1999, Эсбьерг, Рибе) — датский футболист, вратарь клуба «Андерлехт».

## Клубная карьера
Киккенборг — воспитанник клуба «Эсбьерг». В 2018 году он был включён в заявку на сезон последних. В 2020 году игрок на правах аренды выступал за «Сидвест 05». После окончания аренды Киккенборг вернулся в «Эсбьерг». 24 октября 2020 года в матче против «Хобро» он дебютировал в Первой лиге Дании. Летом 2021 года Киккенборг перешёл в «Люнгбю». 6 ноября в матче против «Видовре» он дебютировал за новую команду. По итогам сезона Мадс помог клубу выйти в элиту. 28 августа 2022 года в матче против «Виборга» он дебютировал датской Суперлиге в составе последних.
В начале 2024 года Киккенборг перешёл в бельгийский «Андерлехт».